# نبوکدنصر دوم
نَبوکَدنَصَر دوم یا نِبوکَدْنِصَّر ‏دوم یا بُخت‌النَصّر  دومین پادشاه امپراتوری بابلی نو بود که از مرگ پدرش نَبوپُلاسَّر در سال ۶۰۵ پیش از میلاد تا مرگ خود در سال ۵۶۲ پیش از میلاد سلطنت کرد. از نظر تاریخی به عنوان نِبوکَدْنِصَّر کبیر و امپراتور جهان و مردوخ کبیر نیز شناخته می‌شود. نخستین یورشگر و ویرانگر هیکل سلیمانِ یهودیان در اورشلیم نِبوکَدْنِصَّر ‏بوده است و اسارت قوم یهود به او نسبت داده می‌شود. همچنین گفته می‌شود دانیال نبی نیز در دوران وی به اسیری برده شده است.
بلندترین برج بابل در زمان نِبوکَدْنِصَّر ‏ساخته شد که برخی آن را بلندترین برج دنیای باستان می‌دانند.
در افسانه ها آمده است که نِبوکَدْنِصَّر ‏ چنان به خود مغرور گردید که ادعای خدا بودن خود را مطرح نمود و برای نشان دادن اینکه خدایی جز خود او در زمین نیست به بالاترین قسمت برج بابل رفته و تیری به سمت آسمان پرتاب نمود با این توجیه که من خدای نادیده را کشته ام و اکنون خدای واقعی و آشکار من می‌باشم، چقدر این سخن واقعیت دارد هنوز معلوم نیست اما میان مردمان ساکن میان‌رودان، این افسانه به‌طور سینه به سینه به نسل‌های بعدی منتقل شده و هنوز عده‌ای از ساکنین خاورمیانۀ امروزی نِبوکَدْنِصَّر ‏را پادشاهی می‌دانند که به سوی خدا تیر پرتاب کرد.

## به قدرت رسیدن
دو قدرت بین النهرین آن زمان یعنی آشوریان و بابلیان به‌طور متمادی در جنگ و نزاع با یکدیگر بودند و همواره به سبب برتری آشوریان نسبت به بابلیان عملاً بخشی از سرزمین بابلیان تحت سلطه آشوریان قرار داشت. در زمان نَبوپُلاسَّر، بابلیان و مادها و چندین قوم دیگر با یکدیگر متحد شده و به سرزمین آشور (سرزمین مقدس خدای آشور) حمله و پشت دیوارهای بلند نینوا متوقف شدند و پس از چندین ماه محاصره به سبب وقوع سیل در یکی از رودخانه‌های اصلی نینوا بخشی از دیوار پیرامون شهر تخریب شد و نیروهای بابل و ماد وارد شهر شدند. پس از تسخیر شهر، مصری‌ها که متحد آشوریان محسوب می‌شدند برای کمک به آشوریان به سمت آشور حرکت کردند. ولی نَبوپُلاسَّر ‏به همراه پسر خود نِبوکَدْنِصَّر به مقابله با آنها پرداخت. با توجه به کهولت سن نَبوپُلاسَّر ‏پسر او نِبوکَدْنِصَّر ‏فرماندهی لشکر را بر عهده گرفت و توانست لشکر مصری‌ها را در نبرد کرکمیش شکست و آنها را فراری دهد. درست در همین زمان به نِبوکَدْنِصَّر ‏خبر رسید که پدرش فوت کرده نِبوکَدْنِصَّر ‏که می‌ترسید کسی جای پدرش را در فرمانروایی بگیرد. به تعقیب مصری‌ها پایان داده و به بابل برای تاجگذاری بازگشت.

## ازدواج با آمیتیس

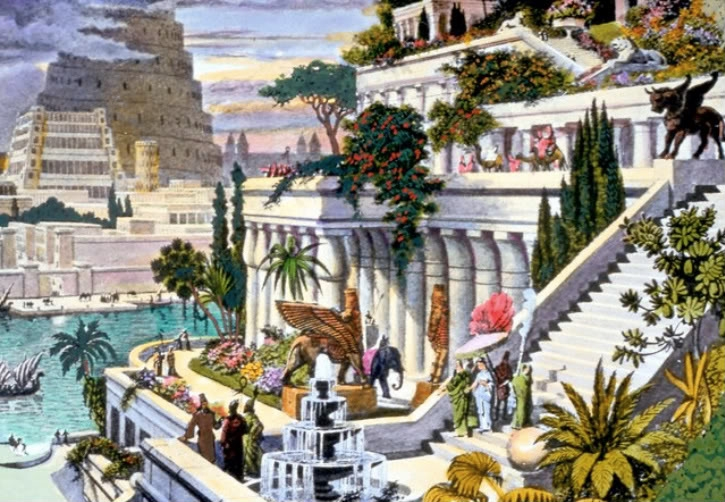
یک نقاشی از باغهای معلق بابل (و آسمان خراش بابل در دورنمای تصویر) که در قرن شانزدهم میلادی به تصویر کشیده شده‌است.

پس از پیروزی بابلیان و مادها بر آشوریان، پادشاه ماد هووخشتره به منظور تحکیم روابط خود با بابلی‌ها، دخترش آمیتیس را به همسری نبوکدنزر برگزید. در تاریخ آمده‌است که آمیتیس که در سرزمین‌های شمالی و سرسبز زندگی می‌کرد به سبب ورود به سرزمین‌های خشک جنوب به شدت بیمار شده بود؛ لذا نبوکدنزر که به شدت به آمیتیس علاقه داشت. دستور ساخت باغ‌های معلق بابل را داد که به سبب پیچیدگی این باغ‌ها در آبیاری جزء یکی از عجایب هفت‌گانه جهان محسوب می‌شود.

## حمله به اورشلیم

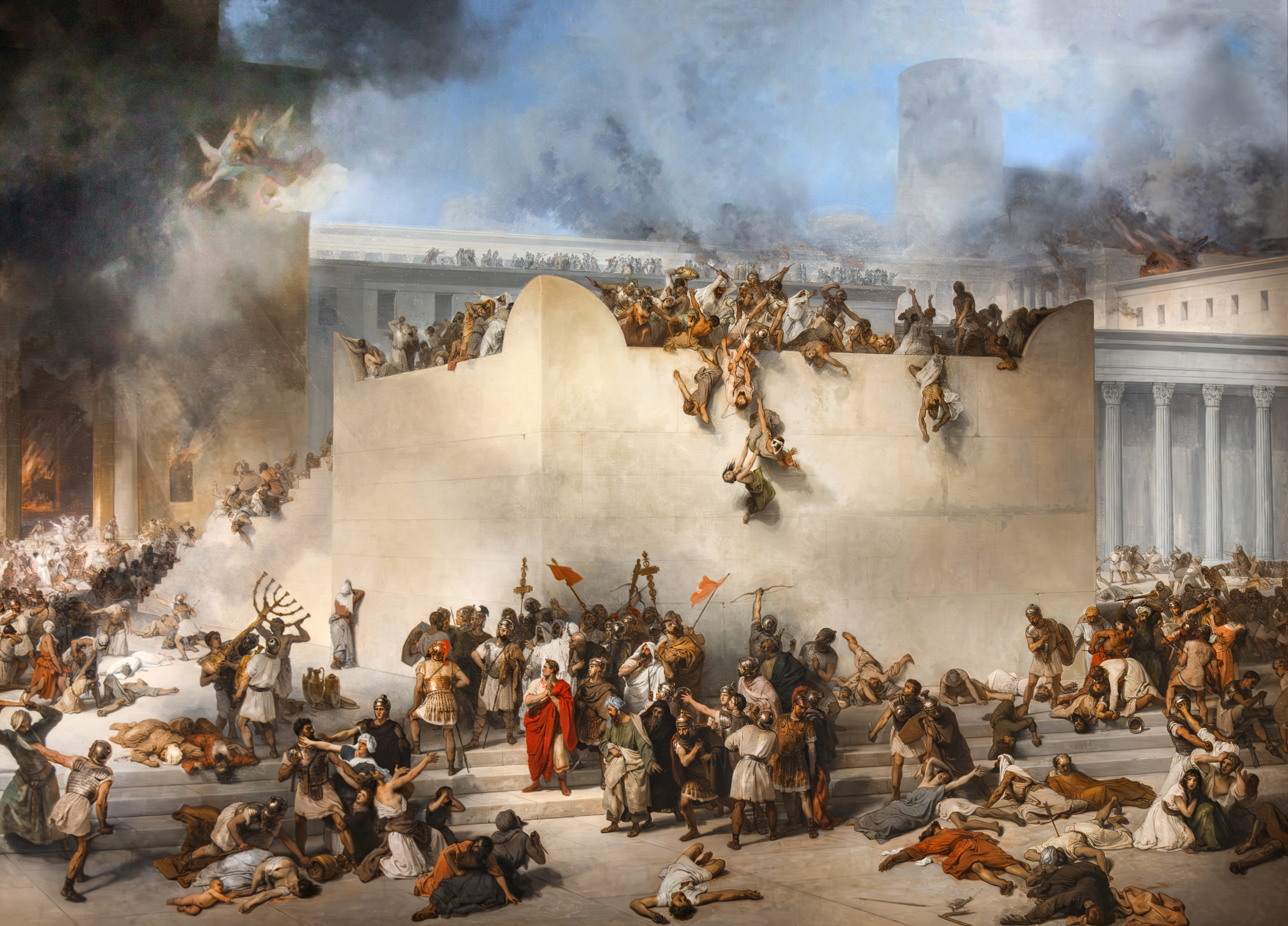
تخریب معبد اورشلیم - اثر: فرانچسکو هایز.

نِبوکَدْنِصَّر ‏در مجموع سه بار به اورشلیم حمله کرد. نخستین بار پس از پیروزی بر آشوریان، او به همراه لشکر خود به منظور فتح اورشلیم لشکرکشی کرد. یوشیا پادشاه اورشلیم که توان مقابله با لشکر بابلیان را نداشت فوراً تسلیم شد و شهر بدون هیچ گونه خشونتی در اختیار لشگریان نِبوکَدْنِصَّر ‏قرار گرفت. نبوکدنزر نیز بدون هیچ گونه آسیب به شهر و معابد آن، پادشاه پیشین شهر را به عنوان فرمانروای شهر ابقا کرد و صرفاً ۴ نفر از فرزندان بزرگان شهر را به عنوان گروگان به همراه خود به بابل برد. گفته می‌شود یکی از این افراد دانیال نبی بوده‌است.
چند سال پس از فتح اورشلیم، نِبوکَدْنِصَّر ‏برای فتح مصر به آن کشور حمله کرد ولی موفق به تصرف کشور مصر نشد. او که در جنگ با مصر تصرفاتی به دست نیاورده بود راهی یمن برای فتح آنجا شد که در یمن نیز موفقیتی کسب نکرد. پس از دو شکست متوالی یهویاقیم فرمانروای اورشلیم که گمان می‌کرد بابلیان ضعیف شده‌اند، به تمرد از بابلیان پرداخت و حاضر به پرداخت مالیات نشد. پس از رسیدن خبر شورش در اورشلیم به نِبوکَدْنِصَّر او همراه سپاه خود به اورشلیم لشکرکشی کرد. نِبوکَدْنِصَّر ‏که اصلاً تمایل به نابودی شهر و مقبره‌های آن نداشت ۷۰ تن از بزرگان قوم یهود فراخواند و از آنها خواست تا فرمانروای شهر را تسلیم کنند تا او به شهر آسیبی نرساند. بزرگان یهود که می‌دانستند توانایی مقابله با لشگریان بابلیان را ندارند این فرمان را اطاعت کرده و فرمانروای شهر را تسلیم کردند. نبوکدنزر پس از اعدام فرمانروای شهر، پسرش را به عنوان حاکم شهر برگزید ولی این بار ۳ هزار نفر از مردان شهر را به عنوان گروگان به بابل و شهرهای اطراف فرستاد. در دومین حمله نِبوکَدْنِصَّر ‏به هیچگونه آسیبی به شهر و معابد آنها نرسید.
درست ۱۸ ماه پس از حمله دوم، آپریس پادشاه مصر پیشنهاد هم پیمانی با اورشلیم را به صدقیا فرمانروای اورشلیم داد. پس از این هم پیمانی یهودیان بار دیگر علیه بابل شورش کردند. پس از رسیدن خبر دومین شورش اورشلیم به نِبوکَدْنِصَّر ، او که به شدت عصبانی شده بود. دستور حمله به اورشلیم را صادر کرد. پس از رسیدن به دیوارهای شهر اورشلیم و محاصره شهر خبر از حرکت لشگریان مصر به نِبوکَدْنِصَّر ‏رسید و او نیز به محاصره شهر پایان داد و به منظور نبرد با مصریان به سمت مصر راهی شد. یهودیان اورشلیم که گمان می‌کردند بابلیان به جنگ پایان داده و فرار کرده‌اند به جشن پرداختند. ولی این درحالی بود که پس از رسیدن خبر حرکت لشکر نِبوکَدْنِصَّر ‏به مصر، فرعون مصر فوراً دستور عقب‌نشینی صادر کرد. نِبوکَدْنِصَّر ‏هم که تمایلی به ریختن خون سربازان خود در جنگ با مصریان نمی‌دید به اورشلیم بازگشت و شهر را دوباره محاصره کرد.
پس از ۱۸ ماه محاصره، لشکر بابل موفق به ورود به شهر شدند. نِبوکَدْنِصَّر ‏که از چندین بار شورش یهودیان و محاصره ۱۸ ماهه به شدت عصبانی بود، دستور نابودی کامل شهر را صادر کرد و معبد سلیمان و سایر معابد شهر که در دو حمله پیشین نِبوکَدْنِصَّر ‏دست نخورده باقی مانده بودند. این بار به‌طور کامل نابود شدند. او همچنین دستور اعدام فرمانروای اورشلیم و تمامی فرزندان و خاندان او را صادر کرد. در نهایت نِبوکَدْنِصَّر ‏فرد دیگری را به عنوان حاکم اورشلیم برگزید و در بازگشت از شهر، ۱۰ هزار یهودی را به عنوان گروگان با غل و زنجیر به شهرهای مختلف تحت حکومت خود تبعید کرد. گفته می‌شود اکثر این گروگان‌ها به سبب سختی و طولانی بودن مسیر جان خود را از دست دادند.
به روایت ابن بلخی در کتاب فارسنامه، بخت النصر بن گیو بن گودرز اصفهبد لهراسپ بود از عراق تا روم. اصل نام او (بخت ترسی) است و او بود که قصد بیت المقدس کرد و جهودان را مستاصل گردانید به‌سبب آنکه پیغمبری را بکشتند.

## واژه‌شناسی
در نوشته‌های پهلوی، به صورت «بخت خسرو» آمده‌است.
این کلمه به صورت بخت‌النّصر صحیح نیست؛ که بخت‌نصّر کلمه‌ای عربی نیست، و بخت (در اصل بُوخَت) در عبری به معنای فرزند یا بنده است، و نَصَّر نام بت و صنمی است؛ و طبق نظر برخی منابع اسلامی دلیل این نام‌گذاری آن است که او را در نوزادی نزد بتی یافتند و پدرش را نمی‌شناختند، از این رو او را به آن بت منسوب کردند. برخی هم معتقدند که این نام در اصلِ بابلی، با تلفظ «نبوکودوری اوصَّر Nabu - Kudurri - Ussur» متشکل از سه بخش «نبو: الهه حکمت بابلی»، «کودورو: جانشین یامرز» و «اوصّر: حمایت کن» است. این نام در زبان فارسی و عربی به صورت برگردان آوایی «نبوکدنزر» هم آمده‌است. نام او در منابع به شکل‌های زیر نیز آمده‌است: نبوکد نصّر، نبوکد ناصر، نبودکد نزر[و]، نبوکذ نصّر، نِبُوخَذنِصَّر، نبوخدنصر، نبوخدناصر، نبوخدراصر (Nebuchadrezzer)، بوخت نرسی و بخت‌نسر.